# پری (مونتانا)
پری (به انگلیسی: Pray) شهری در ایالت مونتانا کشور ایالات متحده آمریکا است که جمعیت آن در سرشماری سال ۲۰۱۰ میلادی، ۶۸۱ نفر بوده‌است.